# Cà cuống
Cà cuống (có khi còn được gọi là đà cuống 佗誑 hay long sắt 龍蝨, tên khoa học: Lethocerus indicus Lep. et Serv.) là một loại côn trùng thuộc họ Belostomatidae sống dưới nước, thuộc bộ Cánh nửa (Hemiptera).

## Đặc điểm
Cà cuống là một trong những nhóm côn trùng có kích thước lớn nhất hiện nay, có cơ thể dẹt, hình lá, màu vàng xỉn hoặc nâu đất, dài trung bình từ 7–8 cm, có con lên đến 10–12 cm.
Khi còn non cà cuống giống như con gián, mình dài khoảng 7–8 cm, rộng 3 cm, màu nâu xám, có nhiều vạch đen, đầu nhỏ với hai mắt tròn và to, miệng là một ngòi nhọn hút thức ăn. Ngực dài bằng 1/3 thân, có 6 chân dài, khỏe. Bụng vàng nhạt có lông mịn, ở phía trên có một bộ cánh mỏng nửa mềm nửa cứng.
Cà cuống có một bộ máy tiêu hóa dài khoảng 4–5 cm, gồm có một ống đầu trên nhỏ là cuống họng, đầu dưới phình to chứa một thứ nước có mùi hôi. Sát ngay bầu chứa nước nầy là hai ngòi nhọn mà con cà cuống có thể thò ra thụt vào được. Ở dưới ngực, ngay gần phía lưng, có hai ống nhỏ gọi là bọng cà cuống. Mỗi bọng dài khoảng 2–3 mm, rộng 2–3 mm, màu trắng, trong chứa một chất thơm, đó là tinh dầu cà cuống. Ở con đực tuyến này phát triển mạnh hơn con cái.
Tinh dầu cà cuống nhẹ hơn nước, cho thoảng ra một mùi đặc biệt gần giống như mùi quế.

### Món cà cuống

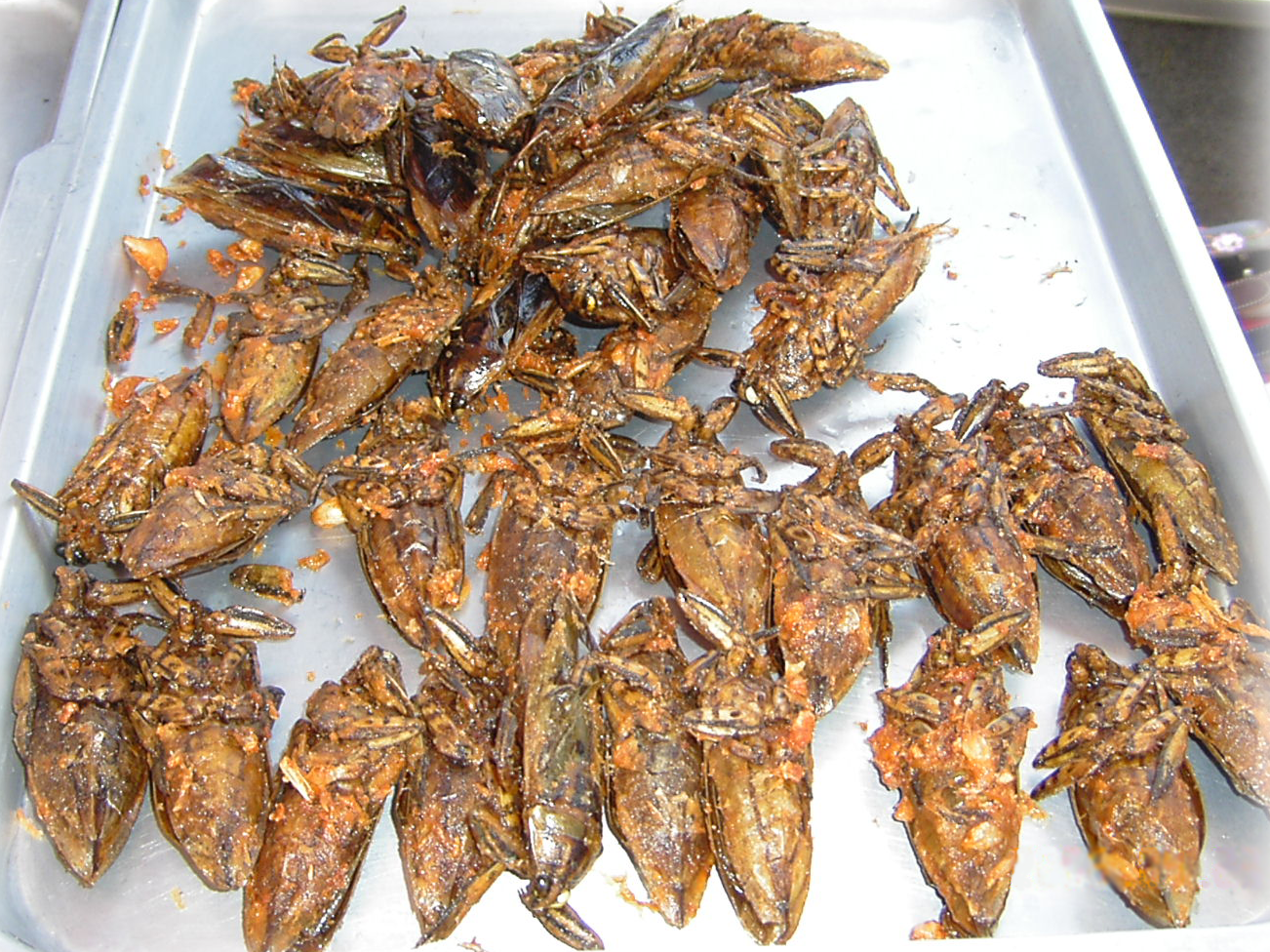
Món cà cuống rang của Thái Lan